# Stictoptera nigrofascia
Stictoptera nigrofascia är en fjärilsart som beskrevs av Embrik Strand 1917. Stictoptera nigrofascia ingår i släktet Stictoptera och familjen nattflyn. Inga underarter finns listade i Catalogue of Life.